# Julie Gibson
Pour les articles homonymes, voir Gibson.
Julie Gibson, née Gladys Camille Sorey le 6 septembre 1913 à Ephrata dans le comté de Grant dans l'État américain de Washington et morte le 2 octobre 2019 à Los Angeles, est une actrice américaine qui a connu une carrière prolifique au cinéma dans les années 1940.
Elle était la doyenne des actrices américaines et, ce faisant, l'une des dernières témoins de l'Âge d'or d'Hollywood, avec Olivia de Havilland et Baby Peggy.

## Biographie
Gladys Camille Sorey est née le 6 septembre 1913 à Ephrata dans l'État de Washington. Elle est la fille de Grover Cleveland Sorey et de Maude M. Peregrine. Dans les années 1930, elle se fit d'abord connaître dans l'orchestre de Jimmy Grier, d'où elle avait adopté le nom Julie Grier. Elle débuta à Hollywood en 1941 dans un film où elle tenait un petit rôle. Puis elle commença à enchaîner les films. Elle fut nommée la reine du rodéo Roundup de Lewiston (Idaho) en 1944 (1944 Lewiston Roundup queen),.
Dans les années 1950, la carrière de Julie Gibson a été reléguée au rang de second rôle au cinéma et à la télévision. Dans les années 1960, elle a été superviseure du dialogue dans deux douzaines d'épisodes de la série télévisée Family Affair. Elle a également travaillé comme coach d'accent pour aider les acteurs de films à parler de manière appropriée pour le fond de leurs personnages. Julie Gibson a également doublé la voix de Betty Hutton et Diana Lynn dans certains films. Elle est également allée en Europe et a fourni des voix anglaises pour des stars étrangères dans les films italiens et français.
Julie Gibson est morte dans son sommeil à North Hollywood le 2 octobre 2019, à l'âge de 106 ans.

## Filmographie

### Comme actrice

#### Cinéma
- 1941 : Toute à toi : Girl (non créditée)
- 1942 : Here We Go Again : Girl Guide (non créditée)
- 1942 : Three Smart Saps (en) : Stella Stevens
- 1943 : Let's Face It : Chorus Girl (non créditée)
- 1944 : Hi, Beautiful : Girl (non créditée)
- 1944 : Héros d'occasion : Singer (non créditée)
- 1944 : La Route semée d'étoiles : Cab Driver (non créditée)
- 1944 : Practically Yours : Employee (non créditée)
- 1944 : Quatre Flirts et un cœur (And the Angels Sing) de George Marshall : Cigarette Girl (non créditée)
- 1944 : The Contender (en) : Rita Langdon
- 1945 : Duffy's Tavern : Nurse (non créditée)
- 1945 : L'Horloge : Girl (non créditée)
- 1946 : Chick Carter, Detective : Sherry Marvin
- 1947 : Bowery Buckaroos (en) : Katherine Briggs
- 1947 : Killer Dill : Joan - Model
- 1948 : Blonde Ice : Mimi Doyle (non créditée)
- 1948 : Faisons les fous : Ann
- 1949 : J'ai épousé un hors-la-loi : Dolly Lane
- 1953 : Plus fort que le diable
- 1958 : Street of Darkness (en) : Danielle Dubois

#### Courts-métrages
- 1942 : Sock-a-Bye Baby
- 1942 : Three Smart Saps
- 1944 : Lucky Cowboy

#### Télévision

##### Séries télévisées
- 1948 : Paris Cavalcade of Fashions : Présentatrice
- 1956 : The 20th Century-Fox Hour : Secretary
- 1956 : The Ford Television Theatre (en) : Mary
- 1957 : Code 3 : Mrs. Pratt
- 1978 : The Awakening Land : Lady Peddler

### Comme parolière

#### Cinéma
- 1944 : Héros d'occasion